# Mitt namn är röd
Mitt namn är röd är en roman skriven av Orhan Pamuk 1998, med originaltiteln Benim adım kırmızı. Boken kom att bli ett genombrott för Pamuk i västvärlden. 
Boken utspelar sig i Konstantinopel på 1500-talet, dit en ung man anländer med förhoppning att förenas med sin ungdomskärlek. Samtidigt pågår en konflikt mellan olika skolor bland miniatyrmålarna om man ska anamma en mer västerländsk stil.
Boken vann International IMPAC Dublin Literary Award 2003.